# Филофей (Вузунеракис)
Митрополит Филофей (греч. Μητροπολίτης Φιλόθεος, в миру Иоа́ннис Вузунера́кис, греч. Ιωάννης Βουζουνεράκης; 27 декабря 1927, Иерапетра — 15 декабря 1993, Куцунари) — епископ Константинопольской православной церкви, митрополит Иерапитнийский и Ситийский (1961—1993) полуавтономной Критской православной церкви.

## Биография
Родился 27 декабря 1927 года в городе Иерапетра, на Крите.
С 1946 по 1951 годы обучался в Халкинской богословской школе, где в 1947 году митрополитом Неокесарийским Хризостомом (Коронеосом) был хиротонисан во диакона, а в 1950 году — в сан пресвитера. После окончания назначен иерокириксом в Фессалоники.
С 1956 года был назначен протосинкеллом в Ираклион.
2 июля 1961 года был хиротонисан во епископа Иерапитнийского и Ситийского.
25 сентября 1962 года в связи с повышением статуса епархий Критской церкви, возведён в сан митрополита.
Погиб 15 декабря 1993 года в автомобильной катастрофе, когда врезался на новой машине в грузовик, который внезапно выехал на дорогу вблизи Кутсунари.